# DOK-ING
DOK-ING este un producător de vehicule croat cu sediul în Zagreb. Compania a fost fondată în 1992. Produce în principal vehicule multifuncționale fără pilot, vehicule electrice și sisteme robotizate.